# Calpullec
De Azteekse stad Tenochtitlan was verdeeld in calpulli of wijken. Aan het hoofd stond een voor het leven verkozen calpullec en kwam meestal uit dezelfde familie. Zijn voornaamste taak was het bijhouden van het register der landerijen die aan de calpulli als collectiviteit toebehoorden. Het vruchtgebruik werd perceelsgewijs aan families toegekend. Deze families konden slechts verbouwen en oogsten onder toezicht van de calpullec en zijn raad.